# ヨアヒム2世 (ブランデンブルク選帝侯)

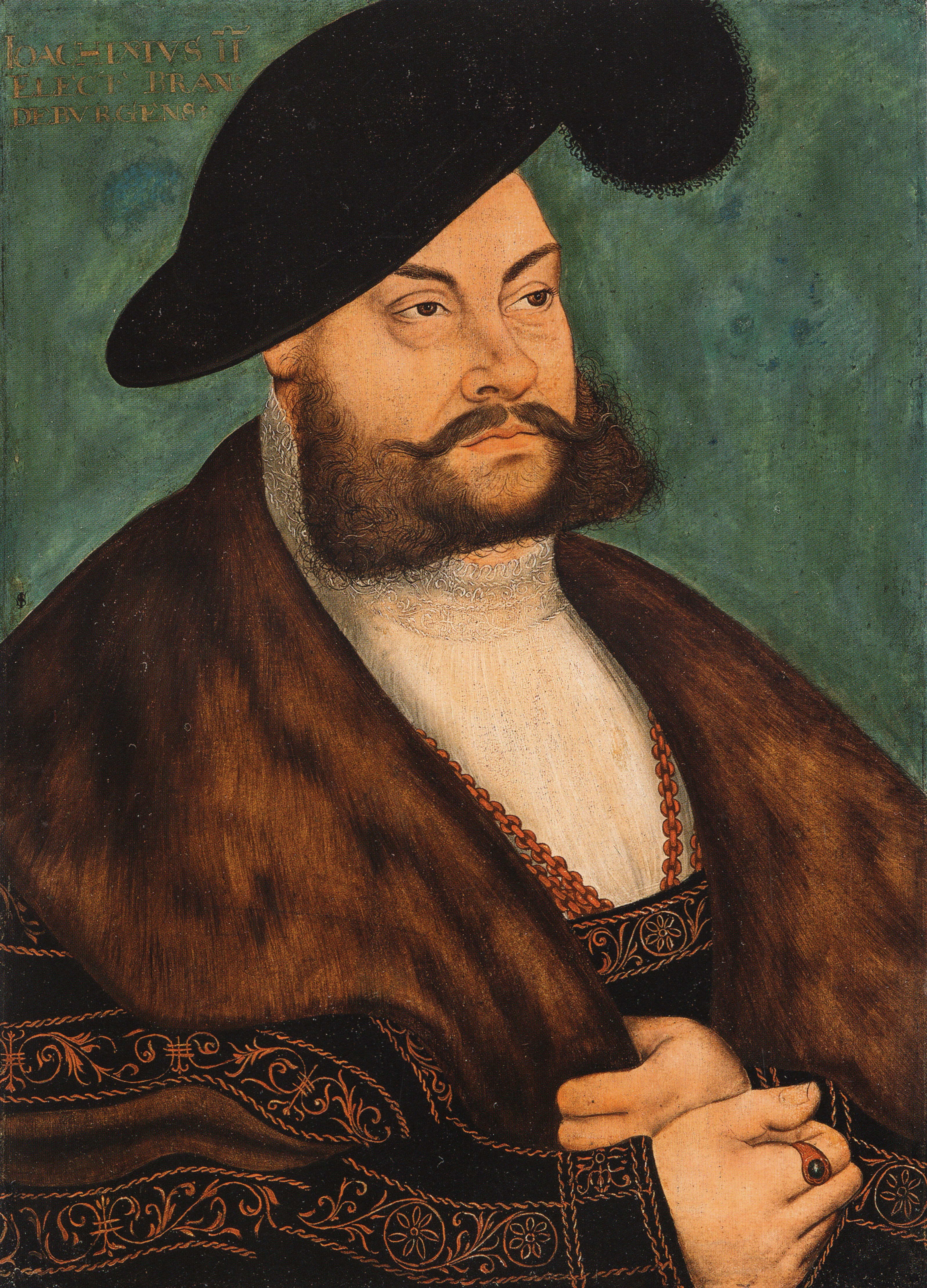
ヨアヒム2世ヘクトル（ルーカス・クラナッハ作）

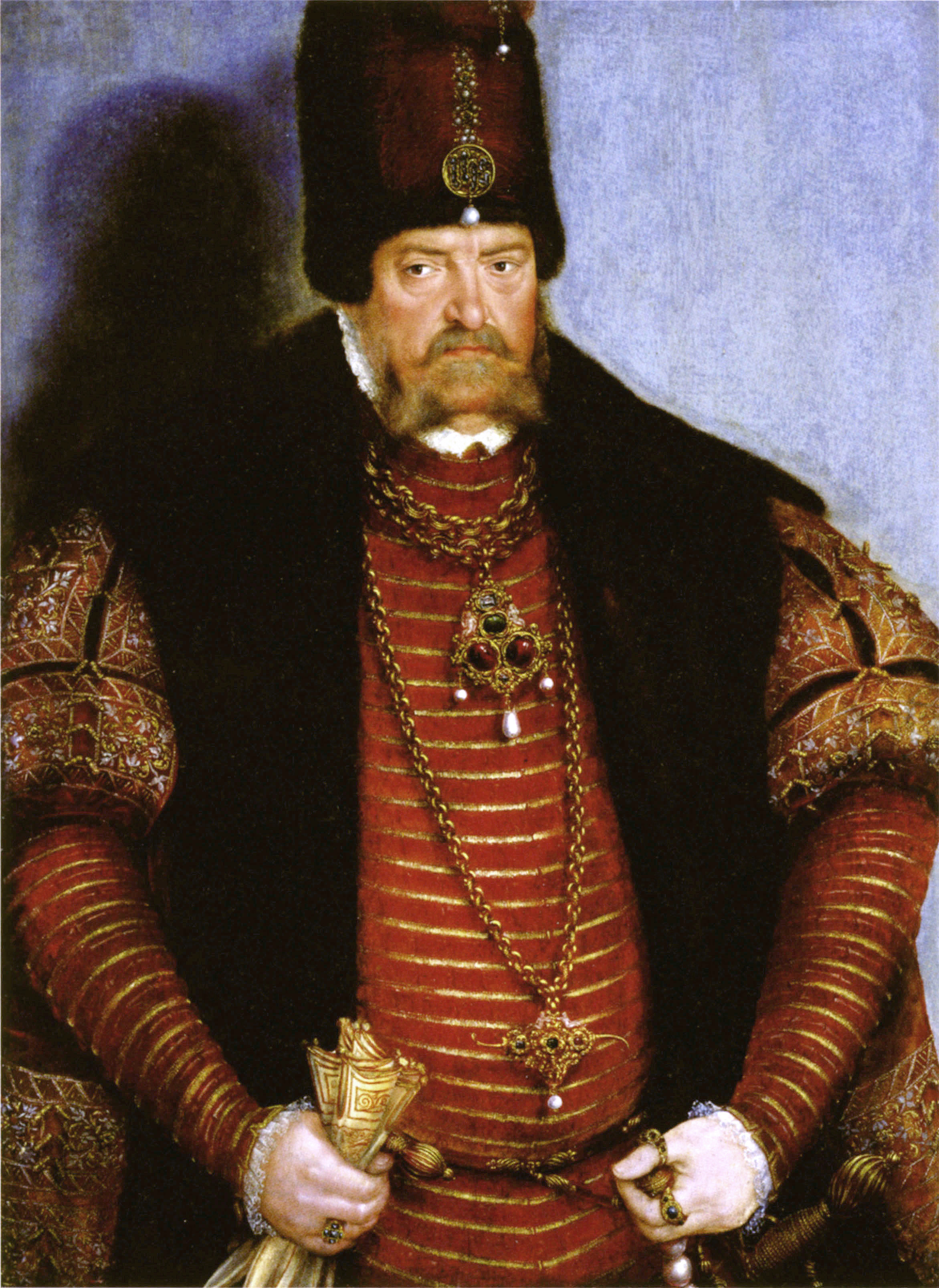
ヨアヒム2世ヘクトル（1555年頃、ルーカス・クラナッハ (子) 作）

ヨアヒム2世ヘクトル（Joachim II. Hector, 1505年1月13日 - 1571年1月3日）は、ブランデンブルク選帝侯（在位：1535年 - 1571年）。ヨアヒム1世ネストルとデンマーク・ノルウェー・スウェーデンの王ハンスの娘エリーザベトの子。ブランデンブルク＝キュストリン辺境伯ヨハンの兄。ヘクトルの添え名（コグノーメン）はギリシア神話の登場人物にちなんだものである。

## 生涯
ヨアヒム2世はベルリンのケルン（Cölln）で生まれ、宮廷で教育を受けた。
父ヨアヒム1世ネストルは、ヨアヒム2世にカトリック教徒であり続けることを約束する相続契約書に署名させた。これはヨアヒム1世の弟であるマインツ大司教アルブレヒトを支援することも目的の一つであった。アルブレヒトはハルバーシュタット司教への昇任と、マクデブルク大司教およびマインツ大司教の両方を兼務することを許可する免状を得るため教皇庁に支払うため、フッガー銀行から巨額の借金をしていた。これにより、ホーエンツォレルン家は皇帝選挙の7人の選帝侯のうち2人を手中におさめ、多くの司教区から税を徴収できるようになった。
これらの地位を得るため出資していた父ヨアヒム1世は、アルブレヒトが臣下に免罪符を販売することでこれらの費用を回収することに同意した。ヨアヒム1世の隣国の君主であるザクセン選帝侯ヨハン・フリードリヒ1世は、アルブレヒトが他のマインツ大司教候補より優位であったことから、マルティン・ルターの説得もあり、原則として免罪符の販売を禁止した。したがって、フッガーへの借金の返済は、ブランデンブルクのカトリック信者への免罪符の販売にかかっていた。しかし、もしヨアヒム2世がこれに同意しなかったら、おそらくヨアヒム2世は相続から外されていたであろう。
ヨアヒム2世は最初に、アルベルト系ヴェッティン家のマグダレーネ・フォン・ザクセンと結婚したが、1534年に亡くなった。
1535年にポーランド王ジグムント1世の娘ヤドヴィガと結婚した。ヤギェウォ家はカトリックであったため、ヨアヒム2世はヤドヴィガを改宗させないことをジグムント1世に約束した。
父ヨアヒム1世ネストル（1535年）と義父ジグムント1世（1548年）の死により、ヨアヒム2世は徐々にプロテスタントの宗教改革に傾倒していった。1539年11月1日、ヨアヒム2世はシュパンダウの聖ニコラス教会で両方の種類の聖体拝領を受けたが、これは新しい宗教の考えにある程度の共感を示した行為である。しかしヨアヒム2世は、1555年まで明確にルター派を取り入れることはしなかった。これに先立ち、ヨアヒム2世は教義的にはルター派の保守的な教会法秩序を公布したが、監督制、ラテン語でのミサの大部分、典礼劇や聖人暦など、多くの伝統的な宗教制度や行事を保持した。
1539年初め、フランクフルト・アム・マインで行われた神聖ローマ帝国の帝国直属諸侯による議会で、ルター派の神学者フィリップ・メランヒトンは、集まった諸侯（その中にはヨアヒムもいた）に、1510年のブランデンブルクでの反ユダヤ人集団迫害が偽りの聖体冒涜に基づいていたことを明らかにした。この集団迫害の結果、ブランデンブルクからユダヤ人が追放された。ユダヤ人を擁護していたヨセル・フォン・ロスハイムも同席しており、ユダヤ人がブランデンブルクに再び住めるよう個人的にヨアヒム2世に懇願した。ヨアヒム2世は1539年6月25日にこの要求に応じた。
ヨアヒム2世は狩猟が好きであっただけでなく、ライオン、クマ、オオカミ、その他の獣を戦わせるために多額の費用を使った。また、わずか10年間で11人もの錬金術師を宮廷に抱えた。父ヨアヒム1世は領内の財政を満足な状態に保っていたが、これらやその他の贅沢のために1540年までにヨアヒム2世は60万ターラーを超える借金を抱え、教会の財産を没収し増税することで返済しようとした。
妃ヤドヴィガの母バルバラ・ザーポリャは、1526年にラヨシュ2世がオスマン帝国との戦いで戦死した後、ハンガリー王位を主張したサポヤイ・ヤーノシュの妹であった。しかし、ヨアヒムは同じく王位を主張し、トルコの侵略者に戦いを挑んだハプスブルク家のフェルディナントを支持した。1542年、ヨアヒムはブダ包囲戦（1541年）でオスマン帝国との戦いにおいてフェルディナンドを支援した。ヨアヒム2世はオーストリア、ハンガリー、ドイツ、ボヘミア、イタリア、ダルマチアの軍隊を指揮したが、ヨアヒム2世は経験豊富な戦士ではなく、最終的には退却した。ヨアヒム2世は1542年のペスト包囲戦でオスマン帝国に再び敗北した。
同盟の一環として、1545年にヨアヒムは2人の子供、ヨハン・ゲオルクとバルバラのために二重結婚式の祝賀会を開催した。ヨハン・ゲオルクとバルバラはレグニツァ公フリデリク2世の子供であるゾフィアおよびイェジ2世と結婚した。
ヨアヒム2世はポーランド王ジグムント2世の義兄であった。1569年、プロイセンのホーエンツォレルン家の家系が断絶した場合に備えて、ヨアヒム2世とその継承者をプロイセン公領の相続人とする証書の代金をジグムント2世に支払った。
1571年、ヨアヒムは1558年に建てたケーぺニック宮殿で死去した。

## 子女
1524年にザクセン公ゲオルクの娘マグダレーネと結婚し、5男2女をもうける。
- ヨハン・ゲオルク（1525年 - 1598年） - ブランデンブルク選帝侯
- バルバラ（1527年 - 1595年） - ブジェク公イェジ2世に嫁ぐ
- エリーザベト（1528年 - 1529年）
- フリードリヒ（1530年 - 1552年） - マクデブルク大司教
- アルブレヒト（1532年 - 1532年）
- ゲオルク（1532年 - 1532年）
- パウル（1534年 - 1534年）

1535年にポーランド王ジグムント1世の娘で先妻の従妹にあたるヤドヴィガと再婚し、2男4女をもうける。
- エリーザベト（1537年 - 1595年） - ブラウンシュヴァイク＝リューネブルク公フランツ・オットーに嫁ぐ
- ジークムント（1538年 - 1566年） - マクデブルク大司教
- ヘートヴィヒ（1540年 - 1602年） - ブラウンシュヴァイク＝ヴォルフェンビュッテル公ユリウスに嫁ぐ
- ゾフィア（1541年 - 1564年） - ヴィレム・ズ・ロジュンベルカ（英語版）に嫁ぐ
- ヨアヒム（1543年 - 1544年）
- 一女（1545年没）